# Kirchenmoschee (Ulcinj)

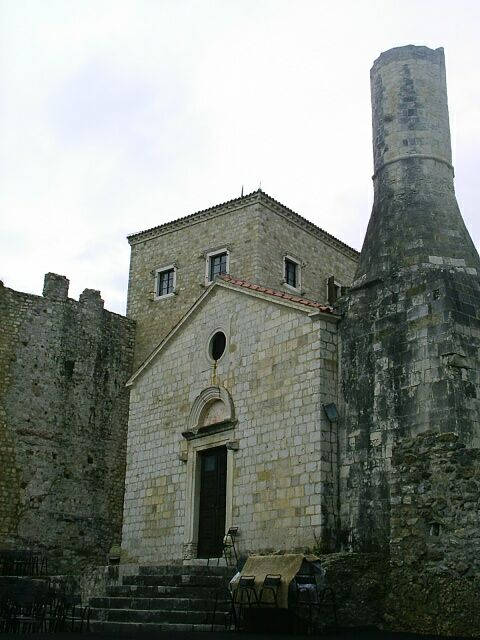
Kirchenmoschee

Die Kirchenmoschee (albanisch Kishë-Xhamia, auch Kaiserliche Moschee, Halil-Skura-Moschee, Burg-Moschee oder Kirche der St. Maria genannt) ist eine Moschee und ehemalige katholische Kirche in der montenegrinischen Hafenstadt Ulcinj. Sie hat ein Minarett, das schwer beschädigt ist, und ist eine Mischung aus Renaissancearchitektur und osmanischer Architektur.

## Geschichte
Die einstige Kirche der St. Maria befand sich auf dem Gelände der Moschee und bildet deren Kern. Sie liegt in der Altstadt und wurde 1510 von den Venezianern errichtet. Auf der Westseite der Kirche ist die ursprüngliche Kirchenmauer noch gut erhalten. Die Kirche hat als Grundriss ein unregelmäßiges Viereck mit einem Eingang. Noch heute ist in der Kirche das Portal mit einem Türrahmen aus der Renaissance erhalten. Über der Tür ist eine Archivolte.
Nach der Eroberung von Ulcinj 1571 durch die Türken wurde die Kirche zur Moschee des Sultans Selim II., 1693 wurde sie zur Stadtmoschee. Da die Moschee zu Beginn keinen Vakëf hatte, von dem es finanziert werden konnte, wurden ihre Beschäftigten aus dem Staatsbudget bezahlt und die Moschee wurde Xhamia Mbretrore (Kaisermoschee) genannt. Es wurden vier neue Fenster errichtet und die Seitenwände wiederaufgebaut. Hadschi Halil Skura fügte dem Gebäude im unteren Teil, auf einer rechteckigen Basis, die auf der Oberseite schmaler gemacht wurde, ein Minarett hinzu.
Mit der Eroberung von Ulcinj durch montenegrinische Truppen 1880 endete die religiöse Nutzung der Moschee. Heute befindet sich das Archäologische Museum der Stadt in dem Gebäude.